# 阿尔卡季·舍甫琴科
阿尔卡季·米科拉約维奇·舍甫琴科（1930年10月11日—1998年2月28日），苏联外交官，曾担任安德烈·葛罗米柯的顾问，1978年与苏联断绝关系定居美国。

## 生平
1930年，出生于苏联蘇維埃烏克蘭東部霍爾利夫卡的一個医生家庭。
1954年，毕业于莫斯科国际关系学院。
1956年，入职苏联外交部国际组织公司。
1973年，任联合国副秘书长。
1978年，叛逃美国定居。
1998年，去世。

## 備注
1. ↑  烏克蘭語羅馬化：Arkadii Mykolaiovych Shevchenko
2. ↑  俄語羅馬化：Arkadiy Nikolayevich Shevchenko